# Ozola blitearia
Ozola blitearia är en fjärilsart som beskrevs av Walker 1863. Ozola blitearia ingår i släktet Ozola och familjen mätare. Inga underarter finns listade i Catalogue of Life.